# サスカチュワン・ラフライダーズ
サスカチュワン・ラフライダーズ（英語：Saskatchewan Roughriders）は、カナダのサスカチュワン州レジャイナを本拠地とするカナディアンフットボールのプロチーム。CFLのウエスト・ディビジョン（西地区）に属する。
グレイ・カップ優勝歴は、過去4回。本拠地スタジアムをモザイク・スタジアムとしている。

## 歴史
1910年に「レジャイナ・ラグビー・クラブ（Regina Rugby Club）」として創設され、1924年に「レジャイナ・ラフライダーズ（Regina Roughriders）」と改称された。1948年に現在の「サスカチュワン・ラフライダーズ」と改称。

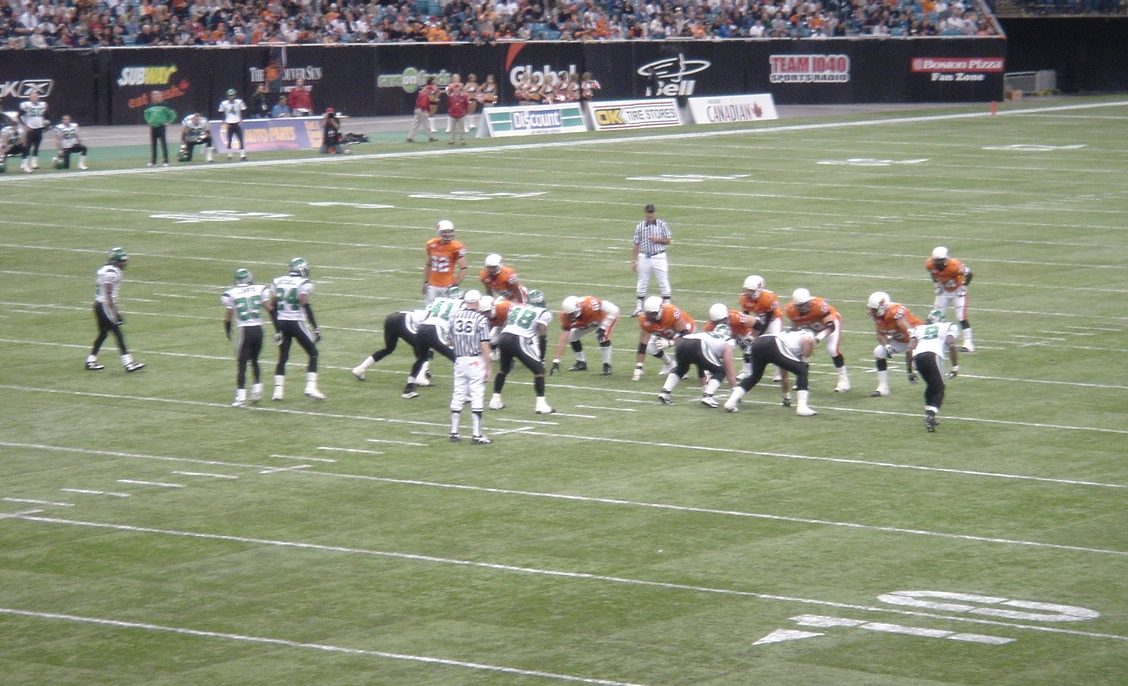
BCライオン vs. サスカチュワン・ラフライダーズの試合

## 過去の所属選手
- マック・スピーディー（英語版）
- フランク・トリプカ - NFL・デンバー・ブロンコスの永久欠番18の保持者
- マイク・ロイド
- ヤイモン・フィガース（英語版）
- アモビ・オコイエ
- フィリップ・ブレイク
- パクストン・リンチ（英語版）